# 沈旭华
沈旭华（1969年12月20日—2002年8月20日），中国知名女主持人，中国中央电视台《夕阳红》多彩生活版主持人。2002年因为摔伤抢救19天无效去世。

## 生平

### 去世
2002年8月1日，沈旭华和朋友在安贞桥旁边的张生记餐厅聚餐，订房是紧靠消防通道的12号房，吃饭的时候，沈旭华的手机接连响个不停，而包厢过于嘈杂，沈旭华不得不出去接电话，她边走边聊，走到消防通道推门出去，因为没有灯光，不知道没有护栏，才跨出一步就摔到了一楼。1个小时后才被送装修材料的工人发现报警。
沈旭华家属将张生记餐厅告上法庭，要求张生记餐厅、以及建筑商京浙宾馆一共赔偿246万元。
2002年9月，警务人员向沈旭华的家属宣读了《法医鉴定书》：“认定沈旭华是在张生记吃饭期间，因打电话从消防通道二楼直接摔下一楼，属于高坠死亡，排除了其他刑事案件的可能性。”

## 荣誉
沈旭华在央视举办的“荣事达”主持人大赛中获得前50的名次。